# 訃報 2005年12月
訃報 2005年12月（ふほう 2005ねん12がつ）では、2005年（平成17年）12月中に物故した、又は物故が報じられた人物についてまとめる。

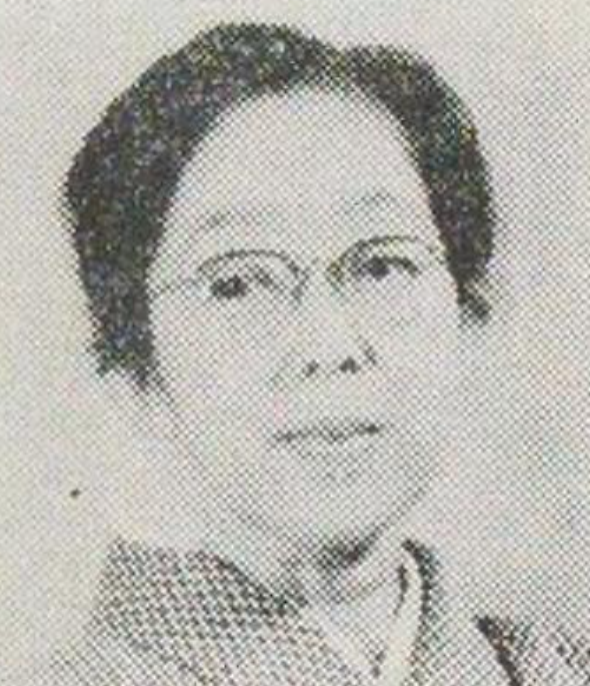
原ひさ子／12月4日没

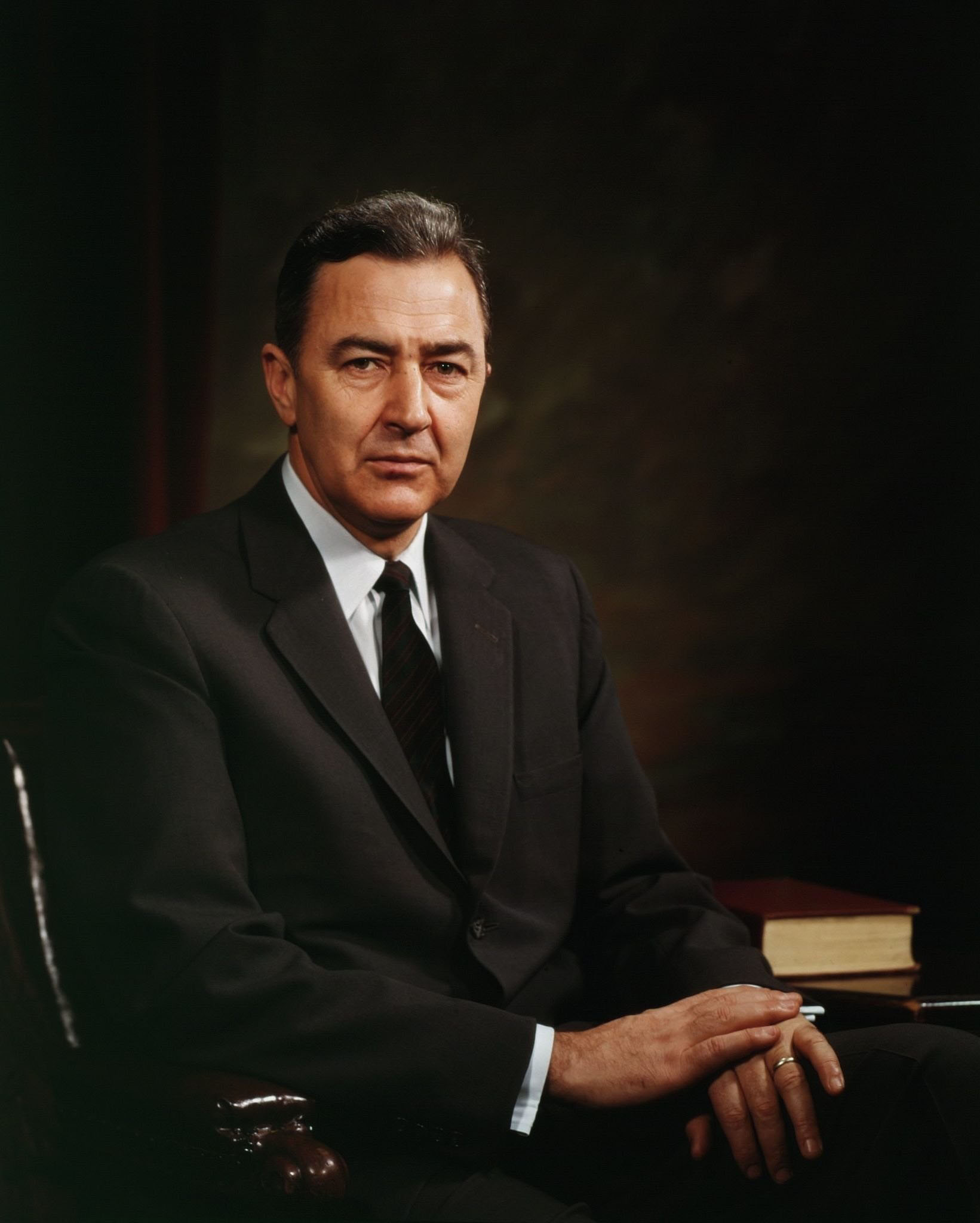
ユージーン・マッカーシー／12月10日没

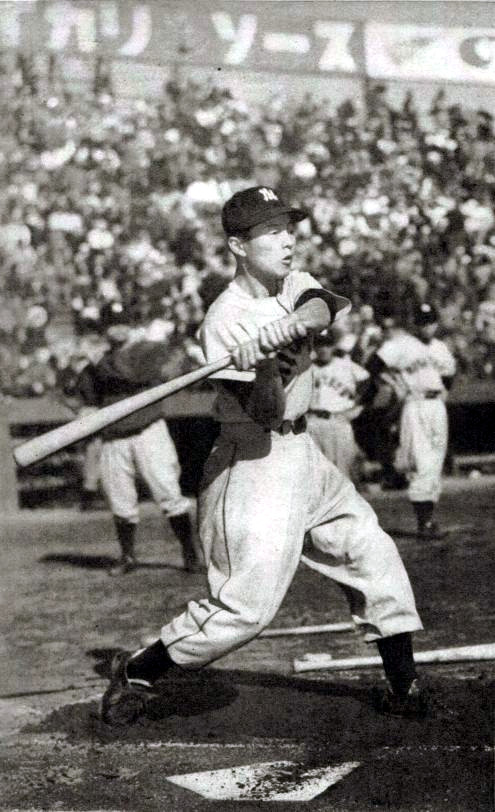
仰木彬／12月15日没

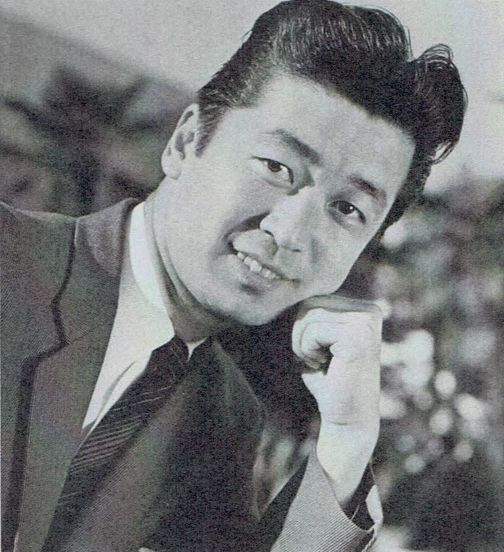
藤木悠／12月19日没

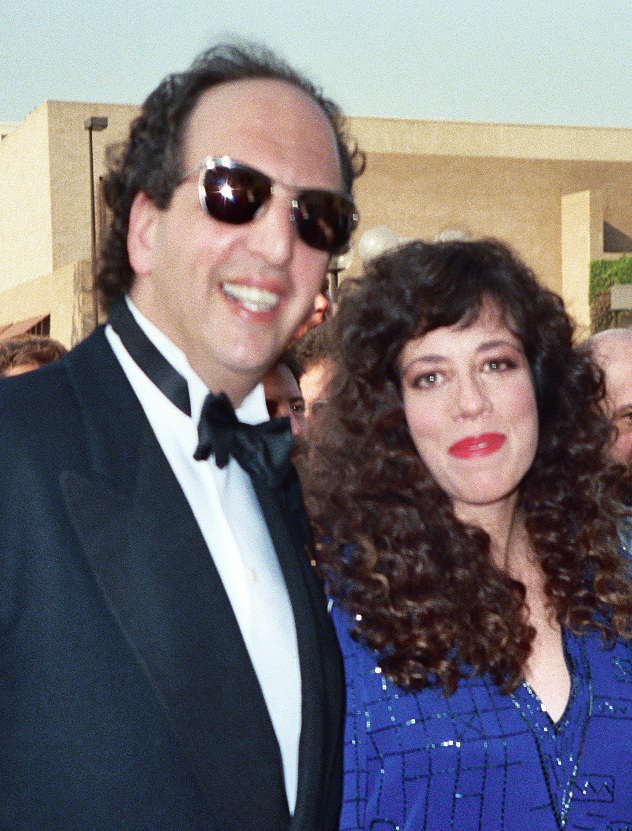
ヴィンセント・スキャヴェリ（左）／12月26日没

## （1日 - 15日）
- 12月1日 - 谷古宇甚三郎、政治家・実業家（* 1927年）
- 12月2日 - 栗原健、アーキビスト ・歴史学者（* 1911年）
- 12月3日 - 鎌田要人、元参議院議員・元鹿児島県知事（* 1921年）
- 12月3日 - 川崎寛治、元日本社会党衆議院議員（* 1922年）
- 12月3日 - 田中敦子、画家（* 1932年）
- 12月4日 - 原ひさ子、女優（* 1909年）
- 12月5日 - 劉賓雁、作家（* 1925年）
- 12月6日 - 大倉弘、実業家（* 1910年）
- 12月6日 - 木村若衛、浪曲師（* 1913年）
- 12月7日 - 阿部未喜男、元・日本社会党衆議院議員（* 1919年）
- 12月7日 - デヴァン・ナイール（Devan Nair)、元シンガポール大統領（* 1923年）
- 12月7日 - 中川嘉美、元公明党衆議院・参議院議員（* 1933年）
- 12月8日 - 益田一、水中写真家（* 1921年）
- 12月9日 - シャーンドル・ジェルジ、ピアニスト（* 1912年）
- 12月9日 - 三宅春恵、ソプラノ歌手、フェリス女学院短期大学名誉教授（* 1918年）
- 12月9日 - ロバート・シェクリイ、SF作家（* 1928年）
- 12月10日 - 松本新八郎、歴史学者（* 1913年）
- 12月10日 - ユージーン・マッカーシー、アメリカ合衆国上院議員（* 1916年）
- 12月10日 - リチャード・プライヤー、コメディアン（* 1940年）
- 12月11日 - 小柳勇、元・日本社会党参議院議員（* 1912年）
- 12月11日 - 新間進一、国文学者（* 1917年）
- 12月11日 - 塩田晋、元自由党衆議院議員（* 1926年）
- 12月11日 - 上村恭生、智弁学園高等学校野球部監督（* 1959年）
- 12月12日 - 永井秀夫、歴史学者（* 1925年）
- 12月13日 - 米川敏子、箏曲演奏家、人間国宝（* 1913年）
- 12月13日 - 阿子島たけし、音楽評論家（* 1940年）
- 12月14日 - 布目貫一、マジシャン（* 1915年）
- 12月14日 - 石川六郎、元日本商工会議所会頭（* 1925年）
- 12月14日 - トレヴェニアン、作家（* 1931年）
- 12月15日 - 仰木彬、元プロ野球選手・野球監督、野球解説者（* 1935年）

## （16日 - 31日）
- 12月16日 - ジョン・スペンサー、俳優（* 1946年）
- 12月17日 - 宗川信夫、映画撮影監督（* 1918年）
- 12月17日 - ジャック・アンダーソン、コラムニスト、ピューリッツァー賞受賞者（* 1922年）
- 12月17日 - 上田吉一、教育哲学者・心理学者（* 1925年）
- 12月17日 - スヴェレ・ステネルセン、1956年コルチナ・ダンペッツオオリンピックスキーノルディック複合金メダリスト（* 1926年）
- 12月19日 - 田邊圀男、元自由民主党衆議院議員・山梨県知事・沖縄開発庁長官・総理府総務長官（* 1913年）
- 12月19日 - 滝井義高、元衆議院議員・福岡県田川市長（* 1915年）
- 12月19日 - ヴィンセント・ジガンテ、アメリカ・マフィアのボス（* 1928年）
- 12月19日 - 藤木悠、俳優（* 1931年）
- 12月20日 - ラウル・ボット、数学者、ウルフ賞受賞者（* 1923年）
- 12月21日 - 大澤清輝、天文学者（* 1917年）
- 12月21日 - エルロッド・ヘンドリックス、元プロ野球選手（* 1940年）
- 12月21日 - 砂本量、脚本家（* 1958年）
- 12月24日 - コンスタンス・キーン、ピアニスト・音楽教師（* 1921年）
- 12月25日  - ビルギット・ニルソン、ソプラノ歌手（* 1918年）
- 12月25日 - デレク・ベイリー、ギタリスト（* 1930年）
- 12月25日 - 佐々木丸美、小説家（* 1949年）
- 12月26日 - 横河正三、実業家（* 1914年）
- 12月26日 - 白羽大介、喜劇俳優、吉本新喜劇の元座長（* 1923年）
- 12月26日 - 尾上松助 (6代目)、歌舞伎役者（* 1946年）
- 12月26日 - ヴィンセント・スキャヴェリ、俳優（* 1948年）
- 12月27日 - 若狭得治、全日本空輸常勤顧問、元社長・会長・名誉会長（* 1914年）
- 12月28日 - 大泉源郎、政治家（* 1910年）
- 12月28日 - 永谷嘉男、永谷園元社長・創業者（* 1923年）
- 12月29日 - 森下二次也、経済学者（* 1913年）
- 12月30日 - 梅岡義貴、心理学者（* 1920年）
- 12月31日 - 会津伸、ドイツ文学者（* 1921年）
- 12月31日 - 吉岡晋也、元テレビ朝日アナウンサー（*1937年）